# Boustroff
Boustroff é uma comuna francesa na região administrativa de Grande Leste, no departamento de Mosela. Estende-se por uma área de 3,47 km². Em 2010 a comuna tinha 150 habitantes (densidade: 43,2 hab./km²).